# باو تشونلاي
باو تشونلاي (بالصينية: 鲍春来) (من مواليد 17 فبراير 1983 في تشانغشا، خونان) هو لاعب كرة ريشة أعسر من الصين.